# モンタークイラ
モンタークイラ（イタリア語: Montaquila）は、イタリア共和国モリーゼ州イゼルニア県にある、人口約2,400人の基礎自治体（コムーネ）。

## 地理

### 位置・広がり

#### 隣接コムーネ
隣接するコムーネは以下の通り。
- コッリ・ア・ヴォルトゥルノ
- フィリニャーノ
- モンテロドゥーニ
- ポッツィッリ

## 行政

### 分離集落
モンタークイラには、以下の分離集落（フラツィオーネ）がある。
- Carpinete, Colle Pepe, Masserie la Corte, Mastroleoni, Roccaravindola, Torrone